# 普莱斯代尔
普雷斯代尔（法語：Plesder）是法国伊勒-维莱讷省的一个市镇，位于该省西北部，属于圣马洛区。该市镇总面积11.03平方公里，2009年时的人口为692人。

## 人口
普雷斯代尔人口变化图示